# 海事處訓練中心
海事處訓練中心（英語：Marine Department Training Centre）於2000年12月成立，是香港海事處提供專業海事訓練的教育機構，海事處訓練中心由一名高級海事主任出任主管，導師均為前船長或前甲板高級船員。除了為海事處人員提供訓練外，海事處訓練中心亦為民眾安全服務隊、康樂及文化事務署、食物環境衛生署及漁農自然護理署等香港政府部門提供不同類型的海事訓練及教育，並且定期舉辦講座。

## 使命
「同心協力，促進卓越海事服務」

## 歷史
海事處訓練中心經過外部審核後，於2001年12月獲得法國國際檢驗局代表英國認可局頒發ISO 9001品質管理證書。同月，海事處處長根據國際航標協會所發出的船隻航行監察服務人員訓練機構認證指引，代表主管當局向海事處訓練中心頒發認證證書。
2012年5月，通訊事務管理局批准海事處訓練中心舉辦符合《航海人員訓練、發證及航行當值標準國際公約》規定的全球海上遇險和安全系統通用值機員證書及限用值機員證書的課程與考試。

## 設施
海事處訓練中心設備有全套視覺聽覺教學設備的課室外，亦配備有多種電腦模擬設備：包括全功能船舶模擬器、全球海上遇險和安全系統模擬器及船隻航行監察服務模擬器。

## 課程
海事處訓練中心總共舉辦20項課程，如下：
| 課程名稱 | 課程名稱                                                                       | 修讀時期 |
| 1.       | 海事督察訓練課程 – 甲部                                                        | 30 日    |
| 2.       | 海事督察訓練課程 – 乙部                                                        | 50 日    |
| 3.       | 一級海事督察深造課程                                                           | 25 日    |
| 4.       | 船舶交通服務操作員課程 (IALA V-103/1)                                          | 63 日    |
| 5.       | 船舶交通服務監督員課程 (IALA V-103/2)                                          | 3 日     |
| 6.       | 船舶交通服務在職培訓課程 (IALA V-103/3)                                        | 30 日    |
| 7.       | 船舶交通服務在職培訓導師課程 (IALA V-103/4)                                    | 5 日     |
| 8.       | 船舶交通服務增潤課程                                                           | 2日      |
| 9.       | 全球海上遇險及安全系統 ( 通用操作員證書 )                                      | 18 日    |
| 10.      | 全球海上遇險及安全系統 ( 限用操作員證書 )                                      | 5 日     |
| 11.      | 電子海圖顯示及資料系統基本課程                                                 | 1 日     |
| 12.      | 民安隊海上油污訓練課程                                                         | 2 日     |
| 13.      | 康文署、食環署及漁護署海上油污訓練課程                                         | 1 日     |
| 14.      | 香港水域自動雷達標繪儀和高速船雷達課程                                         | 3 日     |
| 15.      | 香港水域雷達操作員課程                                                         | 7 日     |
| 16.      | 國際海空海上搜尋救助課程                                                       | 5 日     |
| 17.      | 搜尋現場協調員課程                                                             | 4 日     |
| 18.      | 基本小型船舶操縱技術課程                                                       | 5 日     |
| 19.      | 全球海上遇險及安全系統限用無線電話資格證書 ( 短距離 ) 課程〈為非公約船隻而設〉 | 4 日     |
| 20.      | 本地船隻模擬課程                                                               | 4 日     |

## 交通
- 小型巴士44M路線
- 港鐵荔枝角站

## 外部連結
- 海事處訓練中心 （页面存档备份，存于）